# Benedikt Dreyer
Benedikt Dreyer (c. 1495 - c. 1555) foi um escultor alemão.